# Alicja Bykowska-Salczyńska
Alicja Bykowska-Salczyńska (ur. 11 września 1953 w Ostródzie) – polska poetka, pisarka, autorka słuchowisk radiowych. Mieszka i pracuje w Olsztynie.

## Życiorys
Alicja Bykowska ukończyła III Liceum Ogólnokształcące im. Mikołaja Kopernika w Olsztynie. Studia filologii polskiej ukończyła na Uniwersytecie Mikołaja Kopernika w Toruniu. Podczas studiów współredagowała biuletyn literacki Megaron. W 1977 roku została nauczycielką języka polskiego w Zespole Szkół Elektronicznych i Telekomunikacyjnych w Olsztynie. Od 2005 roku jest prezeską olsztyńskiego oddziału Stowarzyszenia Pisarzy Polskich.

## Publikacje
Tomy poetyckie:
- W przerwie pomiędzy światem a zabawką (Wydawnictwo Pojezierze, Olsztyn 1980)
- Traktat o lalkach(1990)
- Autobus do Mokin (1992; Nagroda Towarzystwa Wydawców Książek)
- Jeziora wewnętrzne (Warszawa 1994)
- Kamienny ogród. Relacje liryczne z podróży do Bretanii (1996)
- Wiersze wybrane (Olsztyn 1999)
- Śnieżnik. Wiersze elektroniczne (Olsztyn 2006)
- Cno (Olsztyn 2016) – nagroda Orfeusza Mazurskiego 2017[2], Literacka Nagroda Warmii i Mazur 2016[3]

## Słuchowiska
Poetyckie słuchowiska (m.in. „Sceny miłosne z Warmii i Mazur”, „Baby pruskie”, „Okieneczko na ubojnię”, „Dzień mokradeł”) – nagradzane w konkursach zamkniętych II Programu Polskiego Radia i Stowarzyszenia Autorów ZAiKS.
W 2006 roku słuchowisko „Gdzie jest ten tani kupiec” otrzymało Grand Prix Europa oraz nagrodę za scenariusz na festiwalu „Dwa Teatry” w Sopocie i reprezentowało Polskie Radio w konkursach Prix Italia Europa.
Zbiór słuchowisk pt. „Baby pruskie” ukazał się w wydawnictwie „Borussia” (2003).
W 2005 roku odbyła się prapremiera spektaklu na podstawie „Bab pruskich” z okazji jubileuszu Teatru im. Stefana Jaracza w Olsztynie.
Jej wiersze przełożono na niemiecki, rosyjski, litewski, węgierski i francuski.